# HD 121397
HD 121397，又名CD-3011015，SAO 204994、HR 5237，是一颗恒星，视星等为6.51，位于銀經318.73，銀緯29.61，其B1900.0坐标为赤經13h 49m 59.4s，赤緯-30° 29.61′ 40″。